# FK Orenburg
Futbolnij klub Orenburg (også kendt som FC Orenburg) er en russisk fodboldklub fra byen Orenburg. Klubben spiller i landets bedste liga, den russiske Premier League, og har hjemmebane på Gazovik stadion. Klubben blev grundlagt i 1976 og rykkede op i den bedste russisk række i 2018.

## Historiske slutplaceringer
| Sæson   | Niveau | Liga           | Placering | Kilde |
| ------- | ------ | -------------- | --------- | ----- |
| 2015-16 | 2.     | FNL            | 1.        | [ 1 ] |
| 2016-17 | 1.     | Premier League | 13.       | [ 2 ] |
| 2017-18 | 2.     | FNL            | 1.        | [ 3 ] |
| 2018-19 | 1.     | Premier League | 7.        | [ 4 ] |
| 2019-20 | 1.     | Premier League | 16.       | [ 4 ] |

## Kendte spillere
- Artūrs Zjuzins
- Mantas Savėnas
- Serghei Pașcenco